# Aliatypus
Aliatypus es un género de arañas migalomorfas de la familia Antrodiaetidae. Se encuentra en Estados Unidos.

## Especies
Según The World Spider Catalog 11.5:
- Aliatypus aquilonius Coyle, 1974
- Aliatypus californicus (Banks, 1896)
- Aliatypus coylei Hedin & Carlson, 2011 — USA
- Aliatypus erebus Coyle, 1974
- Aliatypus gnomus Coyle, 1974
- Aliatypus gulosus Coyle, 1974
- Aliatypus isolatus Coyle, 1974
- Aliatypus janus Coyle, 1974
- Aliatypus plutonis Coyle, 1974
- Aliatypus thompsoni Coyle, 1974
- Aliatypus torridus Coyle, 1974
- Aliatypus trophonius Coyle, 1974